# Tyler Oakley
Tyler Oakley (Mathew Tyler Oakley 22 de março de 1989) é um youtuber,  autor, humorista e vlogger estadunidense
Seu canal do YouTube já possui quase 8 milhões de inscritos, e nele Tyler fala sobre a cultura pop, aborda o tema da homossexualidade de forma ampla e trabalha também humor e entretenimento.

## Políticas sociais e filantropia
Tyler apoia o The Trevor Project , organização para prevenção de suicídios da juventude LGBTQ. Na celebração de seu 25º aniversário, ele pediu a todos que assistiam ao seu canal para que fizessem doações ao projeto e estabeleceu como meta de arrecadação de US$150.000,00. Esta meta foi ultrapassada em apenas 6 dias e no final da campanha foi arrecadada a quantia de $525,704.

## Prêmios e indicações
| Ano  | Indicação                                  | Prêmio                                          | Resulto  |
| ---- | ------------------------------------------ | ----------------------------------------------- | -------- |
| 2014 | Como ele mesmo                             | Trevor Youth Innovator Award                    | Venceu   |
| 2014 | Como ele mesmo                             | OUT100 Readers' Choice                          | Venceu   |
| 2014 | Como ele mesmo                             | Young Hollywood Awards: Viral Superstar         | Indicado |
| 2014 | Como ele mesmo                             | Teen Choice Award for Choice Web Star: Male     | Venceu   |
| 2014 | "The Boyfriend Tag" com Troye Sivan        | Teen Choice Award for Choice Web Collaboration  | Venceu   |
| 2014 | Como ele mesmo                             | 2014 Streamy Entertainer of the Year            | Venceu   |
| 2014 | Como ele mesmo                             | 2014 Streamy Activist Icon of the Year          | Venceu   |
| 2015 | Psychobabble com Tyler Oakley & Korey Kuhl | 10th Annual Podcast Awards: Best LGBTQ+ Podcast | Venceu   |
| 2015 | Como ele mesmo                             | MTV Fandom Awards: Social Superstar of the Year | Indicado |
| 2015 | Como ele mesmo                             | Teen Choice Award for Choice Web Star: Male     | Indicado |
| 2015 | Como ele mesmo                             | Teen Choice Award for Choice YouTuber           | Indicado |
| 2015 | Como ele mesmo                             | Streamy Awards: First Person Series             | Indicado |
| 2015 | Como ele mesmo                             | Streamy Awards: Social Good Campaign            | Indicado |